# Pupp Réka
Pupp Réka (Dunaújváros, 1996. július 4. –) Európa-bajnoki bronzérmes magyar cselgáncsozó.

## Pályafutása
2012-ben bronzérmes volt a junior Eb-n. 2013-ban az Európai Ifjúsági és Olimpiai Fesztiválon (EYOF) 48 kg-ban aranyérmet szerzett. A 2014-es junior Eb-n ismét bronzérmes volt. A 2015. évi Európa-játékokon az első fordulóban kikapott és kiesett, csapatban ötödik lett. A novemberi U23-as Európa-bajnokságon a dobogó harmadik fokára állhatott. 2016-ban a felnőtt Eb-n ötödik helyezést ért el. A junior Eb-n ismét harmadik lett. Az U23-as Eb-n a második helyezést szerezte meg. A 2017-es felnőtt Eb-n és a vb-n is kiesett. A 2018-as Európa-bajnokságon ötödikként zárt. A világbajnokságon kiesett. Az U23-as Európa-bajnokságon a dobogó második fokára állhatott. A 2019. évi Európa-játékokon kiesett. A 2019-es világbajnokságon a 32 között esett ki. A 2020-as kontinens bajnokságon a nyolcaddöntőben búcsúzott. A 2021-es Európa-bajnokságon bronzérmet nyert. A világbajnokságon a nyolcaddöntőben esett ki, azonban így is olimpiai kvótát szerzett.
A tokiói olimpián 52 kilogrammban a 16 közé jutásért a címvédő koszovói Majlinda Kelmendit győzte le aranyponttal, a nyolcaddöntőben pedig az amerikai Angelica Delgado ellen jutott tovább 10–0-val. A negyeddöntőben ugyanilyen arányban kapott ki a svájci Fabienne Kochertől, így szereplését a vigaszágon folytathatta. Ott előbb legyőzte a dél-koreai Park Da-szolt, majd a bronzmérkőzésen aranyponntal kikapott az olasz Odette Giuffridától és így az 5. helyen zárt.
2022. február közepén bronzérmet szerzett az izraeli Grand Slam tornán, Tel-Avivban, majd március 31-én aranyérmet szerzett a World Tour-sorozatának törökországi versenyén. Az Európa-bajnokságon kiesett. A világbajnokságra a világranglista vezetőjeként érkezett, de az első mérkőzésén kikapott és elbúcsúzott a további küzdelmektől. A 2023-ban a világbajnokságon, majd az Európa-bajnokságon is ötödik helyezést ért el. Az olimpia évében harmadik lett a kontinensbajnokságon.
A párizsi olimpiai játékokon 52 kilogrammban a nyolcaddöntőben a mongól Lkhagvasürengiin Sosorbaram ellen nyert 10–0 arányban, majd a negyeddöntőben kikapott az olasz Odette Giuffrida ellenében. Ezt követően a vigaszágon újból eljutott a bronzmérkőzésig, azonban ott újból vereséget szenvedett, és csakúgy, mint három évvel korábban, az 5. helyen zárta az olimpiát.

## Családja
Két évvel fiatalabb testvérhúga, Pupp Noémi kétszeres olimpiai bronzérmes kajakozó.

## Eredményei
Magyar bajnokság
48 kg
- aranyérmes: 2013, 2014

52 kg
- aranyérmes: 2018, 2019, 2022, 2023

## Díjai, elismerései
- Az év magyar cselgáncsozója (2021,[30] 2024[31])

## Képek a párizsi olimpiáról

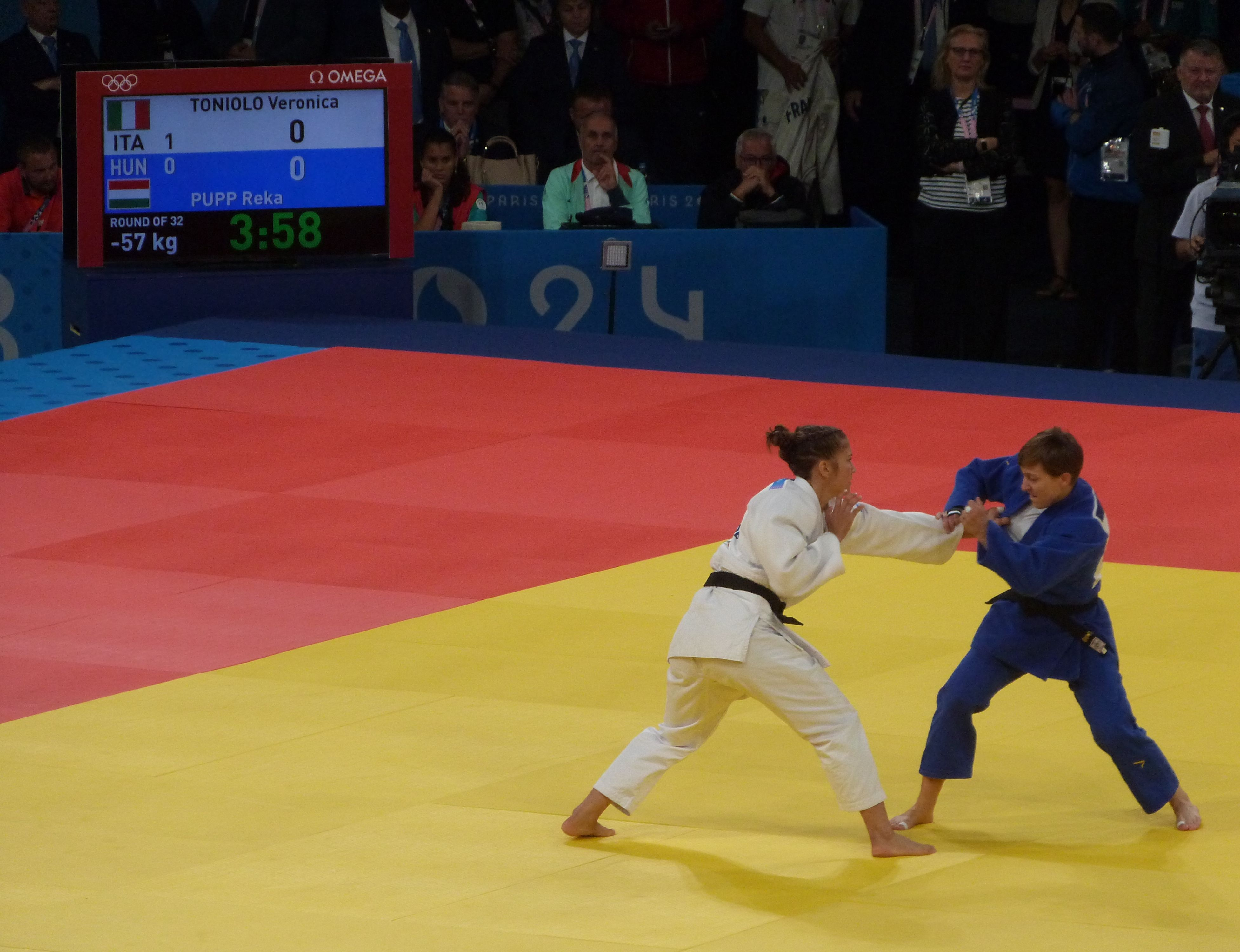
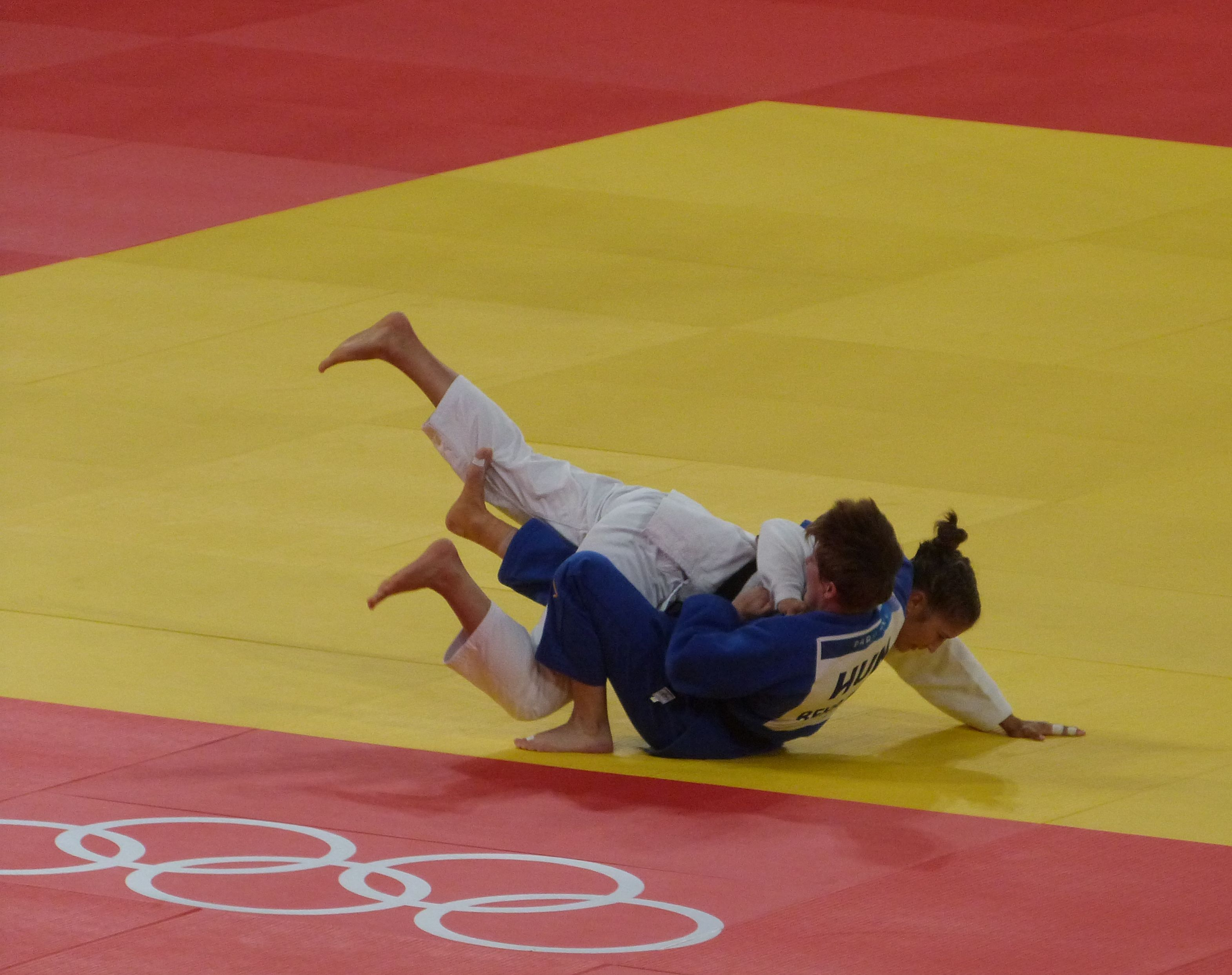
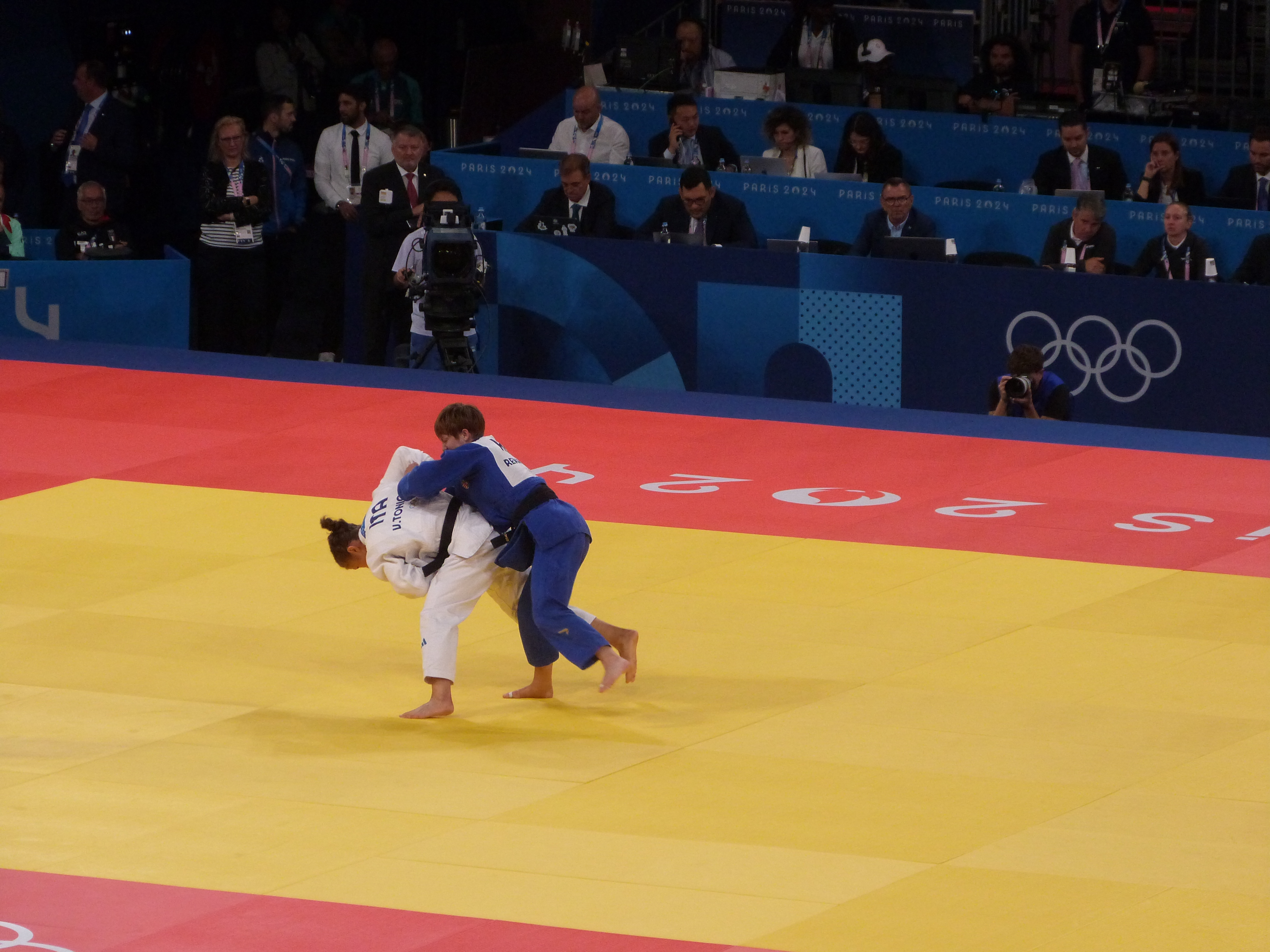
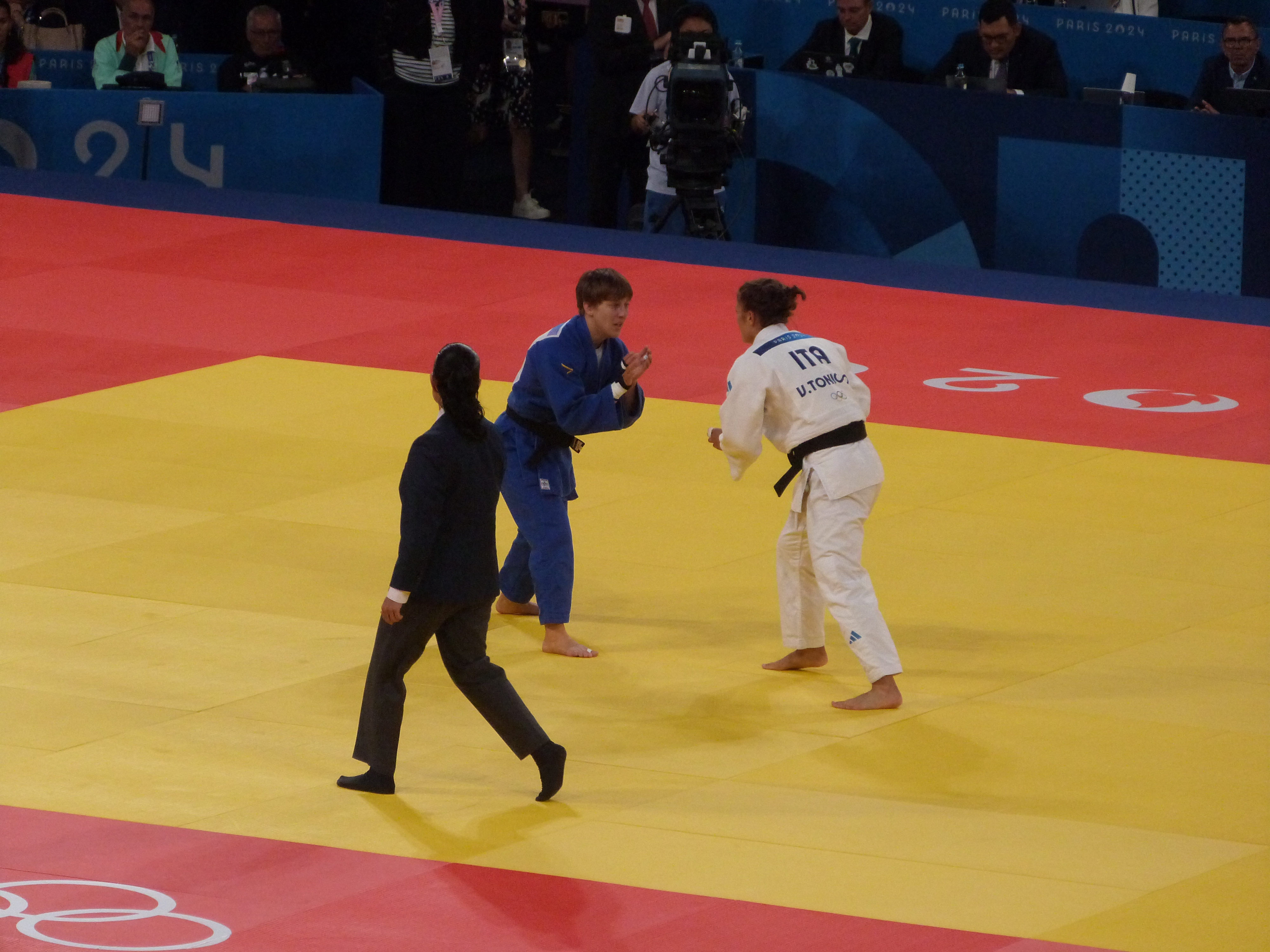
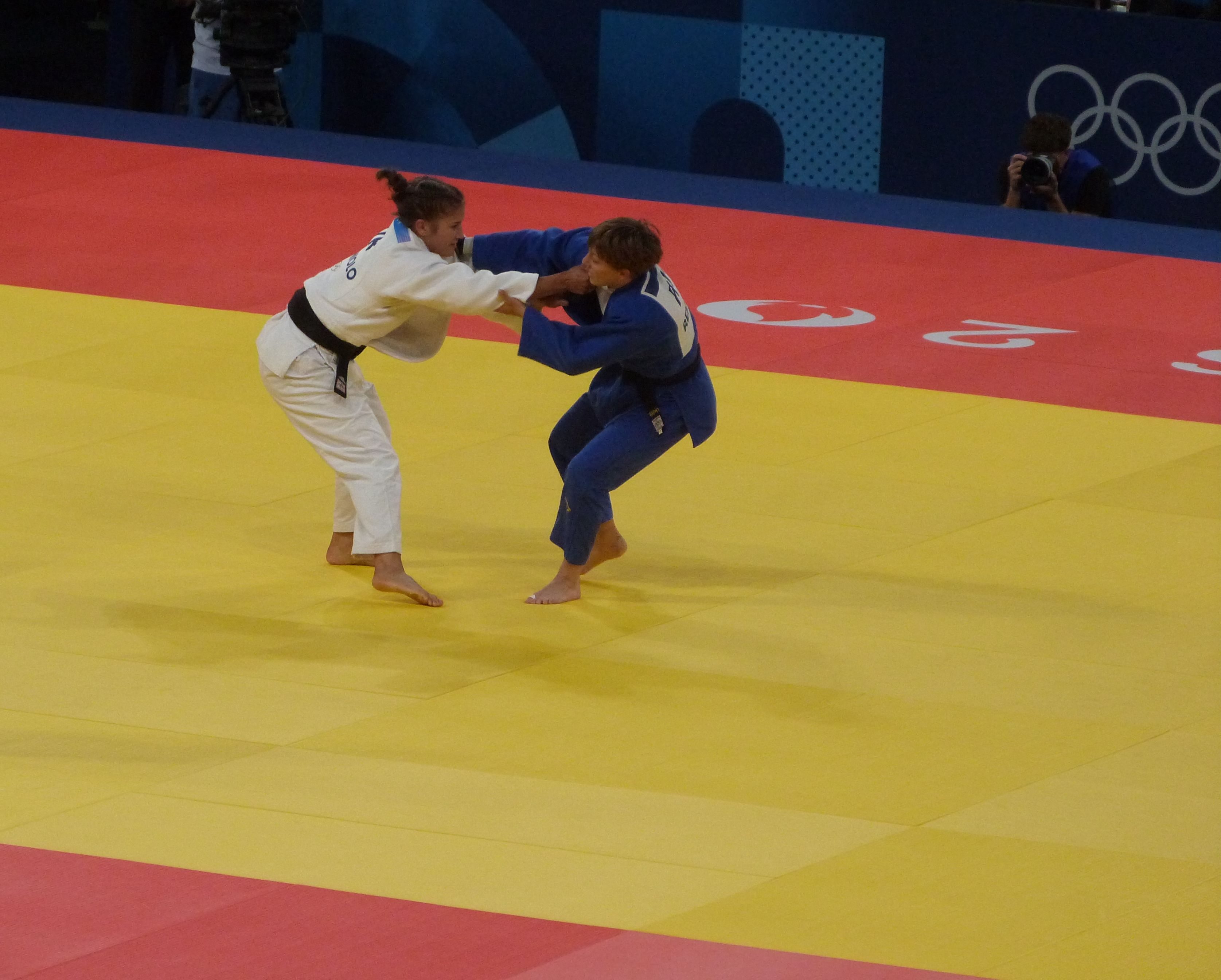
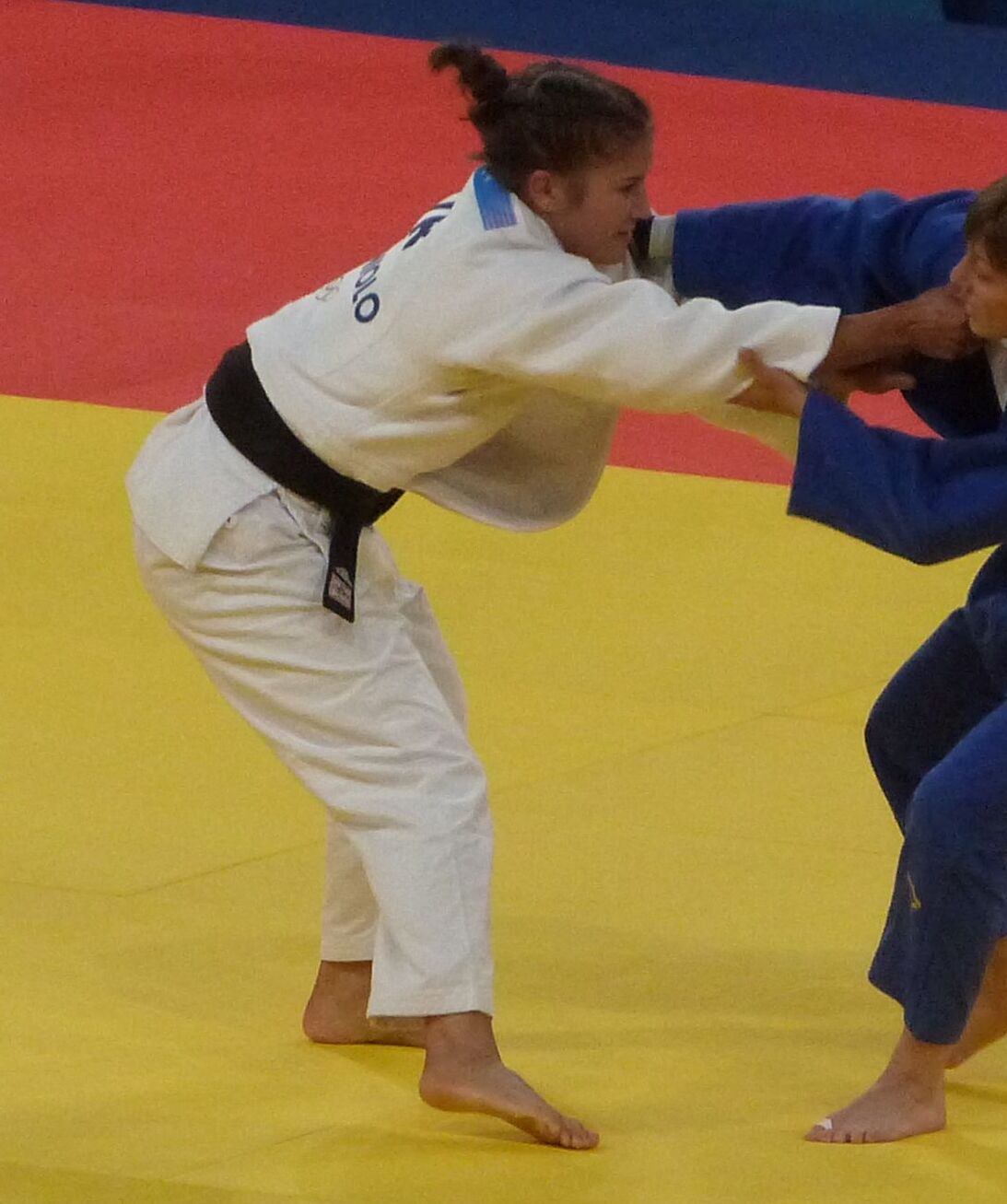
Veronica Toniolával